# Svenska popfavoriter (Noice)
Svenska popfavoriter är ett samlingsalbum från 1998 av gruppen Noice.

## Låtlista
1. "En kväll i tunnelbanan"
2. "I natt é hela stan vår"
3. "Du é inte man"
4. "Jag vill inte va' (som alla andra)"
5. "Television"
6. "Jag kommer inte in"
7. "Bedårande barn av sin tid"
8. "Allting okey"
9. "Svart läder"
10. "Amerikanska bilar"
11. "Vi rymmer bara du och jag"
12. "Bang en boomerang"
13. "Rosa ljus"
14. "1987"
15. "Dolce vita (Det ljuva livet)"
16. "Du lever bara en gång"
17. "Romans för timmen"

## Medverkande
- Hasse Carlsson     -  Sång/gitarr
- Peo Thyrén         -  Elbas
- Freddie Hansson    -  Klaviatur
- Robert Klasén      -  Trummor
- Fredrik von Gerber -  Trummor
- Pelle Lidell - Trummor på "Svart läder"